# Hugo III van Saint-Pol
Hugo III van Saint-Pol  (ca. 1100 - na 1144), uit het 'huis Campdavain', was een zoon van Hugo II van Saint-Pol en Elisende van Ponthieu.
In 1118 volgde hij zijn vader op als graaf van Saint-Pol, in 1129 werd hij ook graaf van Hesdin. Hugo voerde een verbeten strijd tegen de familie Collet, die naar de Abdij van Saint-Riquier moest vluchten. Hugo verwoestte daarop de abdij en moordde de bewoners uit. In 1136 werd Hugo daarom geëxcommuniceerd. Als penitentie voor zijn misdaden stichtte hij de abdijen van Cercamp, Claircamp en Orcamp, en deed hij een schenking aan de abdij van Fécamp. paus Innocentius II maakte de excommunicatie kort voor Hugo's dood ongedaan.
De eerste vrouw van Hugo wordt niet in bronnen genoemd. Mogelijk was haar naam Beatrix. Uit zijn eerste huwelijk kreeg Hugo de volgende kinderen: 
- Ingelram
- Hugo (-1150)
- Anselmus
- Angelica, gehuwd met Anselmus van Hesdin
- Adelheid, mogelijk gehuwd met Robrecht de Rode, heer van Béthune

Hugo hertrouwde met Margaretha, dochter van Reinout II van Clermont en weduwe van Karel de Goede. Met haar kreeg hij de volgende kinderen:
- Rudolf (-1152)
- Gwijde, gehuwd met Mathilde van Doulens
- Beatrix, gehuwd met Robrecht, zoon van Rudolf I van Coucy.

## Voorouders
| Voorouders van Hugo III van Saint-Pol (1100-1144) | Voorouders van Hugo III van Saint-Pol (1100-1144)              | Voorouders van Hugo III van Saint-Pol (1100-1144)              | Voorouders van Hugo III van Saint-Pol (1100-1144)                   | Voorouders van Hugo III van Saint-Pol (1100-1144)              |                                                                |
| ------------------------------------------------- | -------------------------------------------------------------- | -------------------------------------------------------------- | ------------------------------------------------------------------- | -------------------------------------------------------------- | -------------------------------------------------------------- |
| Overgrootouders                                   | Rogier van Saint-Pol (-1067) ∞ Hadwige (-)                     | ? (-) ∞ ? (-)                                                  | Engelram I van Ponthieu (990-1048) ∞ Adelina van Holland (995-1045) | Robert de Duivel (1000-1035) ∞ ? (-)                           |                                                                |
| Grootouders                                       | Hugo I van Saint-Pol (-1070) ∞ Clementia (-)                   | Hugo I van Saint-Pol (-1070) ∞ Clementia (-)                   | Engelram II van Ponthieu (1020-1053) ∞ Adelheid van Normandië       | Engelram II van Ponthieu (1020-1053) ∞ Adelheid van Normandië  |                                                                |
| Ouders                                            | Hugo II van Saint-Pol (1070-1118) ∞ Helisende van Ponthieu (-) | Hugo II van Saint-Pol (1070-1118) ∞ Helisende van Ponthieu (-) | Hugo II van Saint-Pol (1070-1118) ∞ Helisende van Ponthieu (-)      | Hugo II van Saint-Pol (1070-1118) ∞ Helisende van Ponthieu (-) | Hugo II van Saint-Pol (1070-1118) ∞ Helisende van Ponthieu (-) |